# Lina Pagliughi

Lina Pagliughi con Cesare Gallino al centro e Sesto Bruscantini nel 1950

Lina Pagliughi (New York, 27 maggio 1907 – Gatteo, 2 ottobre 1980) è stata un soprano statunitense naturalizzato italiano.

## Biografia
Nasce a New York da genitori di origine italiana: la madre è di Albareto, piccolo Comune del parmense e il padre, nato a Montevideo, ha ascendenti genovesi.
All'età di due anni la famiglia si trasferisce a San Francisco, dove, sin dall'età di otto anni, partecipa, accompagnata al pianoforte dalla sorella minore Flora, a eventi canori organizzati dalla comunità italiana; il giornale "Italia" la descrive come bambina prodigio per la grande capacità mnemonica che le consente, dopo aver ascoltato un brano, di ripeterlo perfettamente. La decisione di intraprendere lo studio del canto è dovuta anche all'apprezzamento di Beniamino Gigli e  Luisa Tetrazzini che la predice sua "erede". Si diploma al conservatorio di San Francisco e nel 1926 si trasferisce a Milano per completare la formazione con Gaetano Bavagnoli.
Inizia precocemente a esibirsi in concerti e durante uno di questi, al Teatro Dal Verme di Milano, conosce il tenore Primo Montanari, che sposerà nel 1929. Nel 1927 avviene la svolta della carriera con il debutto, appena ventenne, al Teatro Nazionale di Milano nel ruolo di Gilda in Rigoletto. Il successo è tale da essere immediatamente chiamata dalla Voce del padrone per un'incisione discografica dell'opera. Inizia quindi una brillante carriera di soprano lirico-leggero di coloratura che la porta nei più importanti teatri del mondo, tra cui il Metropolitan Opera, il Teatro Colón di Buenos Aires, la Royal Opera House di Londra. A causa del rifiuto dell'aereo, che la costringe a lunghi spostamenti in nave, sceglie poi di esibirsi prevalentemente in Italia, apparendo nei più importanti teatri, tra i quali Napoli, Firenze, Roma, Venezia, Parma, venendo acclamata come l'erede di Toti Dal Monte per l'agilità e la purezza del suono, ma differenziandosene sensibilmente per maggior corposità vocale ed espressività.  Affronta un repertorio diversificato, interpretando tra gli altri, Gilda, Lucia di Lammermoor, Mimì, Violetta, Amina, Rosina.
Nel 1934 inizia la collaborazione con l'EIAR di Torino partecipando alle prime radiofoniche de "Il ratto dal serraglio" (Costanza) e "Arianna a Nasso" (Il giovane compositore). Nel 1938 "presta" la propria voce nelle scene di canto al personaggio di Biancaneve nella prima edizione italiana del celebre film d'animazione di Walt Disney.
Durante gli anni della guerra si esibisce per l'esercito e fa da interprete grazie alla conoscenza dell'inglese. Con la fine del conflitto la carriera riprende a pieno regime fino al ritiro dalle scene nel 1947.
Collabora successivamente con la RAI in trasmissioni radiofoniche in forma di concerto, tra cui Un giorno di regno nel 1951 ed Elisabetta, regina d'Inghilterra nel 1953.  Nel 1954 partecipa alla prima postuma al Teatro dell'Arte di Milano de Il bacio di Riccardo Zandonai. Prende parte inoltre a diverse edizioni dei Concerti Martini e Rossi, di cui rimangono le registrazioni.
Abbandona l'attività artistica nel 1956 dedicandosi insieme al marito all'insegnamento. Dal 1966 si trasferisce a Gatteo a Mare. Rimasta vedova nel 1972, continua a insegnare fino al 1980, quando muore dopo una breve malattia all'età di 73 anni.

## Discografia

### Incisioni in studio
- Rigoletto, con Luigi Piazza, Tino Folgar, Salvatore Baccaloni, dir. Carlo Sabajno - HMV 1927
- Lucia di Lammermoor, con Giovanni Malipiero, Giuseppe Manacchini, Luciano Neroni, dir. Ugo Tansini - Cetra 1939
- Rigoletto (parte audio di film 1946), con Tito Gobbi, Mario Filippeschi, Giulio Neri, dir. Tullio Serafin - ed. Bongiovanni/Opera Lovers
- Falstaff, con Giuseppe Taddei, Rosanna Carteri, Saturno Meletti, Amalia Pini, Emilio Renzi, dir. Mario Rossi - Cetra 1949
- La figlia del reggimento, con Cesare Valletti, Sesto Bruscantini, Rina Corsi, dir. Mario Rossi - Cetra 1950
- Un giorno di regno, con Renato Capecchi, Juan Oncina. Laura Cozzi, Sesto Bruscantini, dir. Alfredo Simonetto - Cetra 1951
- La sonnambula, con Ferruccio Tagliavini, Cesare Siepi, dir. Franco Capuana -  Cetra 1952
- I puritani, con Mario Filippeschi, Rolando Panerai, Sesto Bruscantini, dir. Fernando Previtali - Cetra 1952
- Rigoletto, con Giuseppe Taddei, Ferruccio Tagliavini, Giulio Neri, dir. Angelo Questa -  Cetra 1954

### Registrazioni dal vivo
- Rigoletto, con Carlo Tagliabue, Beniamino Gigli, Corrado Zambelli, dir. Vittorio Gui - dal vivo Londra 1938 ed. MDP/Ember
- Rigoletto, con Tito Gobbi, Giacomo Lauri Volpi, dir. Fernando Previtali, dal vivo Rai-Roma 1947 ed. Melodram
- Parsifal (in ital.), con Maria Callas, Boris Christoff, Rolando Panerai, Giuseppe Modesti - Dir. Vittorio Gui - dal vivo RAI Roma 1950 ed. Melodram/Arkadia
- La traviata,  con Giacinto Prandelli, Paolo Silveri, dir. Mario Rossi - dal vivo Milano-RAI 1951 ed. Lyric Distribution
- Elisabetta, Regina d'Inghilterra, con Maria Vitale, Giuseppe Campora, dir. Alfredo Simonetto - dal vivo RAI-Milano 1953 ed. Arkadia
- Il bacio, con Angelo Lo Forese, Rosetta Noli, Rosetta Papagni, dir. Francesco Molinari Pradelli - dal vivo Milano 1954 ed. EJS/Lyric Distribution

## Repertorio
- Vincenzo Bellini
  - La sonnambula (Amina)
  - I puritani (Elvira)
- Gaetano Donizetti
  - Lucia di Lammermoor (Lucia)
  - La figlia del reggimento (Maria)
- Umberto Giordano
  - Il re (Rosalina)
- Wolfgang Amadeus Mozart
  - Il ratto dal serraglio (Costanza)
- Giacomo Puccini
  - La bohème (Mimì)
  - Tosca (Tosca)
- Gioachino Rossini
  - Elisabetta, regina d'Inghilterra (Matilde)
  - Il barbiere di Siviglia (Rosina)
  - Mosè in Egitto (Amaltea)
- Giuseppe Verdi
  - Rigoletto (Gilda)
  - La traviata (Violetta)
  - Falstaff (Nannetta)
  - Un giorno di regno (Marchesa del Poggio)
- Richard Wagner
  - Parsifal (Fanciulla fiore)
- Riccardo Zandonai
  - Il bacio (Vestilia)

## Programmi radiofonici Eiar
- Concerto vocale e strumentale, con Lina Pagliughi e Tancredi Pasero, trasmesso il 21 marzo 1938